# Maria Kirbasova
Maria Ivanovna Kirbasova (Russisch: Мария Ивановна Кирбасова) (1941 – Sipoo, 2011) was een Kalmukse-mensenrechtenactivist die in 1989 het Comité van Soldatenmoeders van Rusland oprichtte. In 1995 ontving ze de Thorolf Rafto-prijs en de Seán MacBride Peace Prize en in 1996 ontving ze de Right Livelihood Award.

## Biografie
Maria Kirbasova kwam uit een Kalmukse familie die tijdens de Tweede Wereldoorlog naar Siberië waren gedeporteerd. Ze was in staat om terug te keren in de jaren '50 toen Sovjetleider Nikita Chroesjtsjov dat toestond. Ze verhuisde naar Moskou, waar ze ingenieur werd. Haar zoon Petia werd in 1988 opgeroepen voor militaire dienst. Kirbasova was fel gekant tegen zijn plaatsing en was een organisator van de protesten tegen de arbeidsvoorwaarden voor soldaten die in het Sovjetleger dienden. Ze was een pacifistische boeddhist. Tijdens een conferentie in 1991, gehouden met de afgevaardigden van de Opperste Sovjet van de Sovjet-Unie, werd ze verkozen tot voorzitter van het Comité van Soldatenmoeders van Rusland. Kirbasova begon te protesteren tegen mensenrechten-schendingen tijdens de Tsjetsjeense oorlog en in 1995 kwam ze op voor de rechten van jonge Russische dienstplichtigen. Ze woonde de Moskou-Grozny Maternal March of Compassion bij.
Kirbasova verhuisde in 2008 met haar dochter Kermen Soitu naar Finland, waar ze een verblijfsvergunning aanvroeg. Ze kon op dat moment niet alleen wonen want ze had een beroerte gehad en had reuma. Haar dochter was getrouwd en woonde in Finland. Aanvankelijk werd haar verzoek afgewezen en zou Kirbasova worden uitgezet. De publieke verontwaardiging, deels vanwege haar werk als dissident en activisme tegen de Tsjetsjeense oorlog, stelde haar in staat om een herziening van haar verzoek te krijgen en na een hoger beroep in 2009 mocht ze in Finland blijven. Kirbasova stierf daar in 2011.